# Heinrich Johann Nepomuk von Crantz
Heinrich Johann Nepomuk Edler Freiherr von Crantz (også stavet: Cranz) (født 25. november 1722 i Roodt nær Simmern i Luxemburg, død 18. januar 1797 i Zeiring nær Judenburg i Steiermark, Østrig) var en østrigsk læge og botaniker.

## Liv og virke
Crantz tog doktorgraden i Wien i 1750 efter studier hos Gerard van Swieten. Han specialiserede sig tidligt i fødselshjælp, og til dette formål uddannede han sig ved rejser til Paris og London. Derved fik han skoling hos Nicolas Puzosog André Levret.
På grundlag af sine forbedrede kundskaber indførte han som den første i Østrig en uddannelse i fødselshjælp, der foregik ved undervisning på hospitalet St. Marx. Crantz forbedrede jordemoderuddannelsen og udviklede en forbedret version af den Levret'ske forceps (forløsningstang). Da Melchior Störck (1721–1756) døde, overtog han dennes lærestol og underviste i fysiologi og lægevidenskab indtil 1774.
Ved siden af sine medicinske studier beskæftigede han sig med botaniske emner og med problemer ved helsebade. I den sammenhæng udgav han i 1777 den første bog i Østrig om dette emne.

## Æresbevisninger og medlemskaber
Han er opført som mediciner på Universität Wiens ærestavle:.
| Citat | Heinrich Johann Nepomuk Frh. v. CRANZ (1722–1797) Arzt, Physiologie, Botanik | Citat |
|       |                                                                              |       |

Planteslægten Crantzia er opkaldt efter ham. I året 1754 blev han indvalgt som medlem af Leopoldina (egentlig: ”Det tyske akademi for naturforskere, Leopoldina“).

## Værker
- Commentarus de rupto in partus doloribus a foetu utero. Wien 1756.
- Einleitung in eine wahre und gegründete Hebammenkunst. 1756.
- Materia medica et chirurgica juxta systema naturae digesta. 3 Bände. Wien 1762, 1765, 1779.
- Stirpium Austriacarum fasciculus. 3 Teile. Wien 1762–1767.
- Institutiones botanicae. 1765.
- Institutiones rei herbariae. 1766.
- Classis Umbelliferarum emendata… 1767.
- De duabus draconis arboribus botanicarum… 1768.
- Classis cruciformium emendata cum figuris aeneis in necessarium instit. Leipzig 1769.
- Gesundbrunnen der Oesterreichischen Monarchie. Wien 1777.
- Medicinisch-chirurgische Arzneimittellehre. Wien 1785.

## Autornavn
Autornavnet Crantz kan bruges for Heinrich Johann Nepomuk von Crantz sammen med et videnskabeligt artsnavn inden for botanikken. (Wikipedia-artikler der bruger autornavnet)